# 록하트 스타디움
록하트 스타디움(Lockhart Stadium)는 미국의 다목적 경기장이다. 과거 북미 축구 리그 포트로더데일 스트라이커스의 홈구장으로 사용했다.